# رفيع
رفيع هي شركة مغربية متخصصة في إنتاج الحليب ومشتقاته، وعصير الفواكه.